# Instituto Dalle Molle para la Investigación de Inteligencia Artificial
El Instituto Dalle Molle para la Investigación de Inteligencia Artificial ( en italiano: Istituto Dalle Molle di Studi sull'Intelligenza Artificiale   , IDSIA ) es una institución de investigación con sede en Lugano, en Canton Ticino en el sur de Suiza. Fue fundada en 1988 por Angelo Dalle Molle a través de la privada Fondation Dalle Molle . En 2000 se convirtió en un instituto público de investigación, afiliado a la Università della Svizzera italiana y SUPSI en Ticino, Suiza . En 1997 fue incluido entre los diez mejores laboratorios de inteligencia artificial y entre los cuatro mejores en el campo de la IA de inspiración biológica .
En 2007 se estableció un laboratorio de robótica enfocado en robots inteligentes y de aprendizaje, especialmente en los campos de enjambre y robótica humanoide . Entre 2009 y 2012, las redes neuronales artificiales desarrolladas en el instituto ganaron ocho concursos internacionales en reconocimiento de patrones y aprendizaje automático . 
IDSIA es una de las cuatro organizaciones de investigación suizas fundadas por la fundación Dalle Molle, de las cuales tres se encuentran en el campo de la inteligencia artificial.